# Pervagor aspricaudus
Pervagor aspricaudus är en fiskart som först beskrevs av Hollard 1854.  Pervagor aspricaudus ingår i släktet Pervagor och familjen filfiskar. Inga underarter finns listade i Catalogue of Life.